# Никулкина (деревня)
Никулкина — деревня в России, находится в Кондинском районе, Ханты-Мансийского автономного округа — Югры. Входит в состав городского поселения Кондинское.

## Статистика населения
Население на 1 января 2008 года составляло 78 человек.
| 2010 |
| ---- |
| 22   |

## Климат
Климат резко континентальный, зима суровая, с сильными ветрами и метелями, продолжающаяся пять-шесть месяцев. Лето относительно тёплое, но быстротечное.